# Universidade Paris-Diderot
A Universidade Paris-Diderot (Université Paris-Diderot), antes denominada Paris 7, foi uma universidade francesa correspondente à sétima universidade resultante do desmembramento da Universidade de Paris, ocorrido em 1970. Foi uma das sete universidades da Academia de Paris e foi membro do PRES Sorbonne Paris Cité. Foi fundada em 1971, com o nome oficial de Paris 7 e com o epíteto de Denis Diderot, como símbolo do apego que este filósofo do século XVIII tinha à vocação multidisciplinar.
Fazia parte da Académie de Paris, a primeira região universitária da França - Ilha de França - que compreende 17 universidades que acolhem aproximadamente 250 000 alunos. Especializada em humanidades e ciências sociais, história e sociologia, artes, literatura e idiomas, bem como educação em saúde e ciências naturais, suas atividades de pesquisa distribuíam-se entre aproximadamente 102 equipes (das quais quase 80% associadas a grandes organizações de pesquisa), incluindo cerca de 2 300 estudantes de doutorado 2 000 professores  e quase 26 000 estudantes
Entre as personalidades que foram ligadas à universidade, dois professores ganharam o Prêmio Nobel e dois outros serviram como ministros da Educação da França.
Em 2019, fundiu-se com a Universidade Paris Descartes (Paris V) e com o Instituto de Física do Globo de Paris para formar a Universidade Paris Cité.